# سان خوان ديل مونتي
بلدية سان خوان ديل مونتي (بالإسبانية: San Juan del Monte)‏, هي إحدى بلديات مقاطعة برغش, التي تقع في منطقة قشتالة وليون, والتي تقع في شمال غرب إسبانيا.
يبلغ عدد سكانها 170 نسمة وفقاً لإحصائية سنة (2002).